# Toxotrypana curvicauda
Toxotrypana curvicauda is een vliegensoort uit de familie van de boorvliegen (Tephritidae). De wetenschappelijke naam van de soort is voor het eerst geldig gepubliceerd in 1860 door Gerstaecker.